# BL Lacertae
BL Lacertae (w skrócie BL Lac) – silnie zmienna galaktyka aktywna w gwiazdozbiorze Jaszczurki.
Jako zmienne źródło zostało odkryte w 1929 roku przez Cuno Hoffmeistera, ale sklasyfikowane zostało jako gwiazda zmienna, o wahaniach jasności od 12,4 do 17,2m, w naszej Galaktyce i oznaczone zostało w sposób przewidziany dla gwiazd zmiennych. W roku 1968 John L. Schmidt zidentyfikował obiekt jako zmienne radioźródło, ze słabymi oznakami mglistości. Dzięki zasłonieniu jasnego jądra w 1974 roku Oke i Gunn zmierzyli odległość do tego źródła – wyznaczone przesunięcie ku czerwieni wynosiło 0,07. Przesunięcie ku czerwieni linii widma potwierdziło ogromną odległość. Dostrzeżono też, że BL Lacertae znajduje się w słabej galaktyce eliptycznej, której światło jest ukryte w blasku samego jądra.
W późniejszym okresie znaleziono liczne źródła o podobnych własnościach i BL Lacertae została prototypem całej klasy lacertyd. Są to aktywne galaktyki o bardzo słabych, często niewidocznych liniach emisyjnych, należące do szerszej kategorii blazarów.
BL Lacertae jest jasnym obiektem o znacznej amplitudzie zmienności w zakresie optycznym, jej zmienność jest monitorowana także przez astronomów amatorów przy pomocy niewielkich teleskopów.